# Il sogno di Charlot
Il sogno di Charlot (His Prehistoric Past) è un cortometraggio del 1914 scritto, diretto, montato e interpretato da Charlie Chaplin. È l'ultimo film in ordine di uscita prodotto dalla Keystone Pictures Studio a cui abbia lavorato Chaplin, benché sia stato completato prima del precedente Charlot ai giardini pubblici. Il corto, che prende spunto dal ritrovamento dell'Uomo di Piltdown e altre scoperte archeologiche dell'epoca, fu completato il 31 ottobre 1914 e distribuito negli Stati Uniti dalla Mutual Film il 7 dicembre. In italiano è stato trasmesso in TV col titolo Charlot e gli uomini preistorici, mentre in inglese è noto anche come A Dream, King Charlie, The Caveman e The Hula-Hula Dance.

## Trama
Charlot si addormenta su una panchina del parco e sogna di trovarsi all'età della pietra, sulla spiaggia di "Wakiki". Qui il re è circondato dai suoi prediletti, tra cui un harem di sei ragazze e uno stregone. Quest'ultimo non è capace di far piovere così il re manda una delle ragazze a prendere l'acqua. La ragazza incontra Charlot che inizia a corteggiarla, ma il vagabondo viene visto dallo stregone. I due iniziano a battersi e Charlot ne esce vincitore grazie anche all'involontario aiuto del re, il quale, ignaro dei motivi dello stregone, si dimostra divertito da Charlot. Il re e Charlot si scambiano allora i "biglietti" da visita e fanno amicizia, tanto che il re invita Charlot alla sua tenda per bere un drink insieme. Charlot diviene però troppo intimo con la ragazza che aveva conosciuto e litiga con il re, finendo per spingerlo giù da un burrone e prenderne il posto. Il re però è ancora vivo e risale il burrone con l'aiuto dello stregone, quindi riprende il proprio posto colpendo Charlot con una grossa pietra. A quel punto Charlot si sveglia nel parco, con un poliziotto che lo sta cacciando via dalla panchina.

## Distribuzione

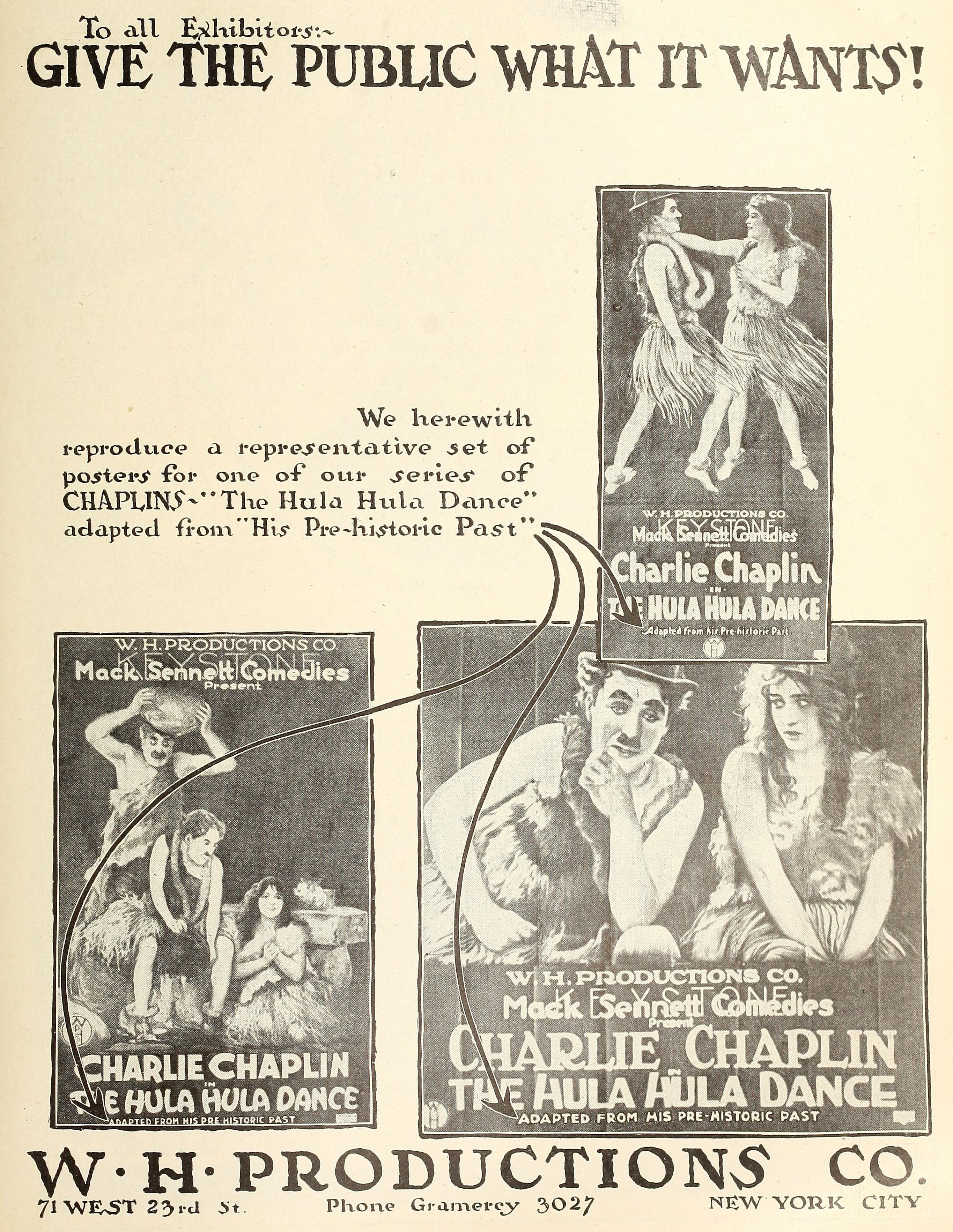
Annuncio pubblicitario di una riedizione

### Data di uscita
Le date di uscita internazionali sono state:
- 7 dicembre 1914 negli Stati Uniti
- 21 settembre 1916 in Spagna (Charlot prehistórico)
- 22 settembre in Danimarca (Chaplins store Drøm)
- 4 ottobre in Italia
- 1917 in Svezia (Charlies dröm)